# Arlene Golonka
Arlene Golonka (* 23. Januar 1936 in Chicago, Illinois; † 31. Mai 2021 in Los Angeles, Kalifornien) war eine US-amerikanische Schauspielerin.

## Leben
Golonka studierte zunächst Schauspiel am Goodman Theatre in Chicago, bevor sie im Alter von 19 Jahren nach New York City zog, wo sie unter anderem bei Lee Strasberg, Sanford Meisner und Uta Hagen studierte.
1958 trat sie am Shubert Theater in New Haven an der Seite von Ben Gazzara erstmals auf einer großen Bühne auf. Das Stück wechselte später an den Broadway, wurde dort jedoch schnell abgesetzt. Es gelangen ihr jedoch neue Broadway-Engagements, unter anderem in Neil Simons erstem Broadwaystück Come Blow Your Horn (Wenn mein Schlafzimmer sprechen könnte) mit 677 Aufführungen sowie in der Bühnenversion von Einer flog über das Kuckucksnest mit Kirk Douglas in der Hauptrolle.
1967 zog sie nach Los Angeles und begann eine Karriere als Fernsehschauspielerin. Neben Gastauftritten in Fernsehserien wie M*A*S*H, Tennisschläger und Kanonen oder FBI hatte sie eine wiederkehrende Rolle als Millie Swanson in der zwischen 1968 und 1971 produzierten Serie Mayberry R.F.D. Einen ersten kleinen Spielfilmauftritt hatte Golonka bereits 1963 in Arthur Hillers Verliebt in einen Fremden. Größere Rollen folgten einige Jahre später in den Western Hängt ihn höher und Mordbrenner von Arkansas. In den 1970er Jahren spielte sie unter anderem in Airport '77 – Verschollen im Bermuda-Dreieck. Seit den 1980er Jahren wirkte sie hauptsächlich in Fernsehserien mit, zuletzt 2005 in einer Gastrolle in King of Queens.

## Filmografie (Auswahl)
- 1963: Preston & Preston (The Defenders, Fernsehserie, 1 Folge)
- 1963: Verliebt in einen Fremden (Love with the Proper Stranger)
- 1967: Mordbrenner von Arkansas (Welcome to Hard Times)
- 1967: The Andy Griffith Show (Fernsehserie, 2 Folgen)
- 1967: Big Valley (Fernsehserie, 2 Folgen)
- 1968: Hängt ihn höher (Hang ’Em High)
- 1968–1971: Mayberry R.F.D. (Fernsehserie, 38 Folgen)
- 1972: M*A*S*H (Fernsehserie, 1 Folge)
- 1973/1975: Barnaby Jones (Fernsehserie, 2 Folgen)
- 1975/1976: Die Straßen von San Francisco (The Streets of San Francisco, Fernsehserie, 1 Folgen)
- 1977: Verschollen im Bermuda-Dreieck (Airport ’77)
- 1978: Detektiv Rockford – Anruf genügt (The Rockford Files, Fernsehserie, 1 Folge)
- 1979: Zwei in Teufels Küche (The In-Laws)
- 1979/1982: Love Boat (The Love Boat, Fernsehserie, 2 Folgen)
- 1979–1982: Fantasy Island (Fernsehserie, 3 Folgen)
- 1980: Einmal Scheidung, bitte! (The Last Married Couple in America)
- 1983: Simon & Simon (Fernsehserie, 1 Folge)
- 1983: Die Klassenfete (My Tutor)
- 1984: The Hoboken Chicken Emergency (Fernsehfilm)
- 1986/1990: Mord ist ihr Hobby (Murder, She Wrote, Fernsehserie, 2 Folgen)
- 1988–1990: Unser lautes Heim (Growing Pains, Fernsehserie, 2 Folgen)
- 1991/1993: Matlock (Fernsehserie, 1 Folge)
- 1992: In der Hitze der Nacht (In the Heat of the Night, Fernsehserie, 1 Folge)
- 2005: King of Queens (The King of Queens, Fernsehserie, 1 Folge)